# Aloe kulalensis
Aloe kulalensis é uma espécie de liliopsida do gênero Aloe, pertencente à família Asphodelaceae.